# Florencio Ansoleaga
Florencio Ansoleaga Elizondo (Pamplona, 27 de octubre de 1846-ibid., 21 de diciembre de 1916) fue un arquitecto español, además de haber destacado en labores de historiador, restaurador y arqueólogo. Fue uno de los fundadores de la Asociación Euskara de Navarra y presidente de la Cruz Roja Navarra. Fue arquitecto provincial durante 40 años, así como de la diócesis de Pamplona y Tudela y del ayuntamiento de Pamplona. Fue el introductor en Pamplona de las corrientes historicistas y eclécticas que seguirían arquitectos navarros como Julián Arteaga o Ángel Goicoechea.

## Biografía
Hijo del también arquitecto, Pedro Ansoleaga, natural de Gatica (Vizcaya) y Josefa Elizondo, natural de Goizueta (Navarra), realizó sus primeros estudios y los de bachillerato en Pamplona. Continuó en la Escuela de Arquitectura de Madrid donde se obtiene la licenciatura el 8 de abril de 1872. Tuvo por compañeros a su paisano, Adolfo Fernández Casanova, destacado restaurador de catedrales, Ricardo Velázquez Bosco, el marqués Francisco de Cubas, arquitecto de la Catedral de la Almudena de Madrid, o Blas Iranzo, que llegaría a ser nombrado arquitecto municipal en el ayuntamiento de Pamplona, autor del anteproyecto de traída de aguas desde el manantial de Arteta y de los Depósitos de Aguas de Mendillorri.
En 1873 se hace socio de Cruz Roja Navarra, llegando a presidirla años después. 
Tras la tercera guerra carlista fue nombrado arquitecto provincial, cargo que hasta entonces había desempeñado su padre, y que él desempeñó durante cuarenta años.
El 7 de febrero de 1877 fue elegido académico correspondiente de la Real Academia de Bellas Artes de San Fernando y pasó a integrarse en la Comisión de Monumentos Históricos y Artísticos de Navarra, de la que fue vicepresidente, en la que desarrolló una importante actividad. Ese año también fue nombrado arquitecto de las diócesis de Pamplona y Tudela y fueron numerosas las restauraciones que llevó a cabo en distintos edificios religiosos correspondientes a dichas diócesis.
El 27 de julio de 1888 fue elegido miembro correspondiente de la Sociedad Francesa de Arqueología (Société Française d'Archéologie). Ese año, junto a Nicasio Landa, Juan Iturralde y Suit, Hermilio de Olóriz y el marqués de Echandia, Rafael Gaztelu, recibe y acompaña a varios miembros de esta sociedad, de congreso en Bayona y Dax, en una visita que realizaron, entre el 20 y 25 de junio, a varios lugares de Navarra como Olite, Tafalla, Eunate, Irache, además de Gazólaz, Pamplona, Puente la Reina y Estella.
El 26 de diciembre de 1891, de la Asociación Artístico-Arqueológica Barcelonesa. En 1896 fue nombrado director de la Escuela de Artes y Oficios de Pamplona.
Hacia 1890 llevó a cabo, junto a Juan Iturralde y Suit, excavaciones en la calles Curia y Navarrería de Pamplona en las que hallaron importantes restos romanos, entre ellos el Togado de Pompelo y desde entonces comenzaron a prospectar el territorio navarro con el fin de localizar yacimientos romanos. 
En 1895, mientras se realizan las obras de traída de aguas de Arteta, por encargo de la Comisión de Monumentos, excavan también la necrópolis visigoda de Argaray u Obietagaña (término que entonces incluía el terreno sobre el que se edificó el actual Segundo Ensanche de Pamplona), extramuros de la ciudad en su lado meridional, sobre el trazado de las actuales calles de Arrieta y Amaya, que Ansoleaga, cuando la publicó años después (en 1914), atribuyó a los francos.

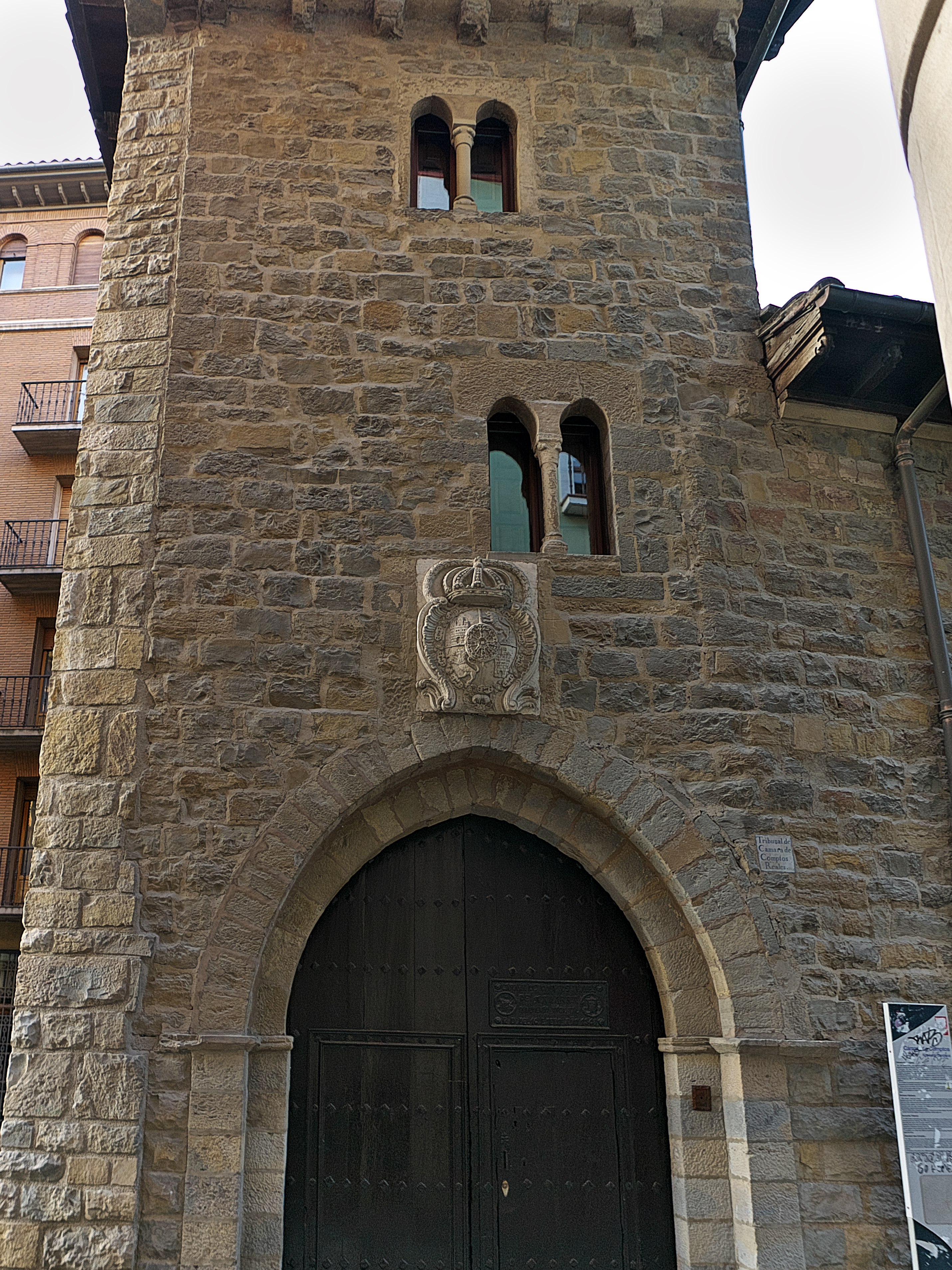
Fachada de la actual Cámara de Comptos de Navarra, antigua sede Museo de Navarra y Comisión de Monumentos Históricos y Artísticos de Navarra.

Participó activamente en la instalación del Museo Arqueológico de Navarra, que se inauguró en 1910, tanto en las obras de acondicionamiento de la que sería su sede inicial, la Cámara de Comptos, que hizo gratuitamente, como en la organización de las salas, así como con generosos donativos en vida y póstumamente.
En 1913 excavó, junto al prehistoriador y antropólogo Telesforo de Aranzadi, los dólmenes de Aralar, como continuación de los trabajos iniciados por Juan Iturralde, que concluyeron en 1916 y publicaron en el Boletín de la Comisión, que constituyen uno de los primeros estudios sobre el megalitismo en Navarra y en el País Vasco.

## Obras arquitectónicas
Como arquitecto provincial se le deben diversos proyectos:
- En 1876, para el Ayuntamiento de Pamplona proyecta un nuevo mercado que no llegará a construirse por razones económicas.
- En 1880, una Casa de Misericordia provincial y una Escuela de Agricultura teoricopráctica en el Monasterio de Irache.
- En 1887 construyó el Museo y Archivo provinciales en los jardines del Palacio Provincial; obra ecléctica con notas clasicistas que aluden al pasado romano de la Comunidad Foral y con elementos ornamentales navarristas.

Como arquitecto diocesano vive la época de la Restauración donde se experimenta un gran auge de la arquitectura religiosa: 
- En 1887, asilo de las Hermanitas de los Pobres en Pamplona, de nueva planta.
- En 1893, el convento de las Siervas de María y el Colegio de las Ursulinas, también en Pamplona y de nueva planta en ambos casos.
- En 1898, el Archivo de Navarra que, durante más de un siglo, ha sido la sede del Archivo Real y General de Navarra ahora ubicado en el reformado Palacio de los Reyes de Navarra.
- En 1899, Carmelitas Descalzas (1899).
- En 1900, el monasterio de la Visitación.

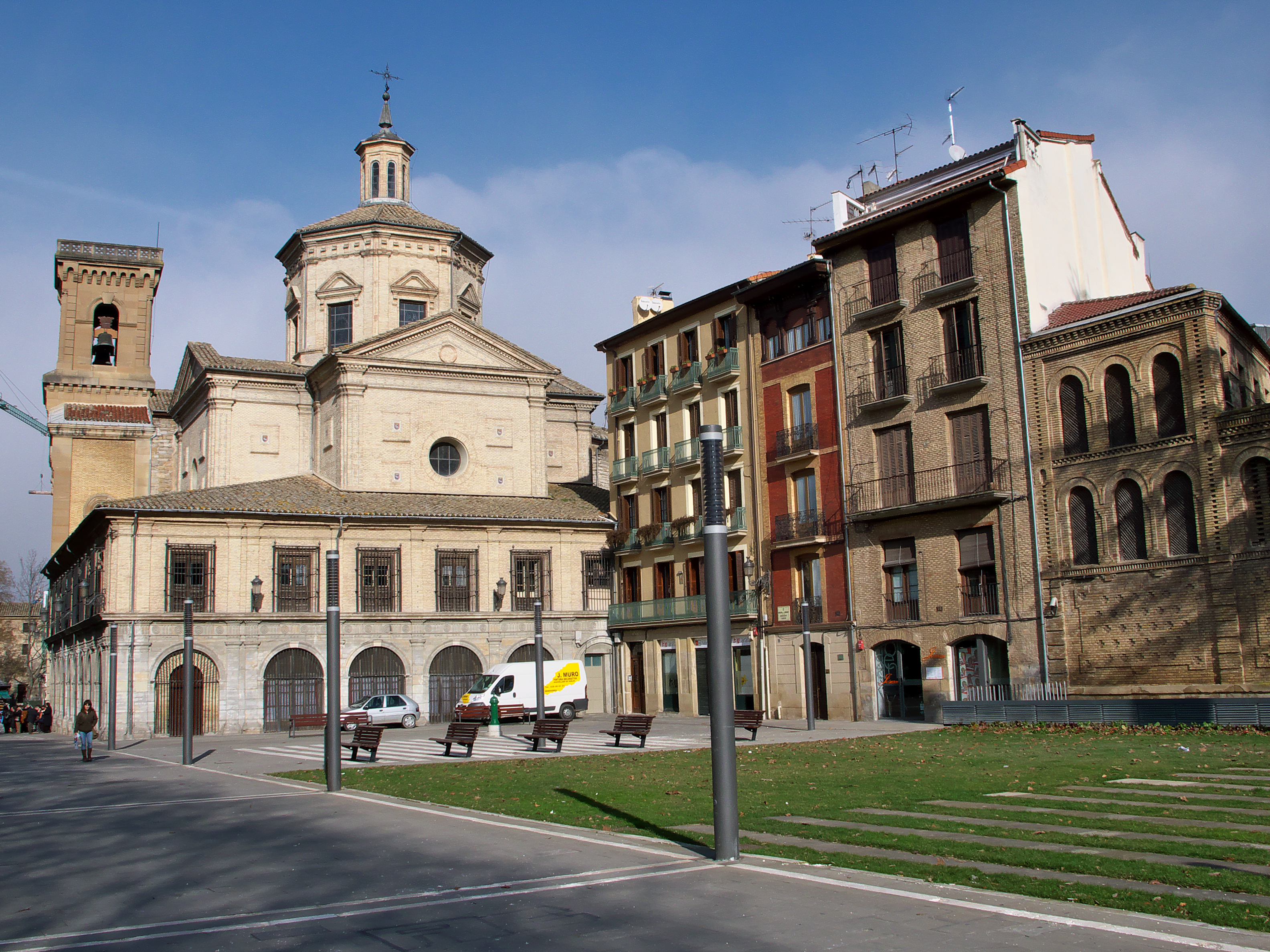
Iglesia de San Lorenzo (Pamplona)

Reformó algunas de las más importantes iglesias medievales de la capital. Es en estas obras donde Ansoleaga se manifiesta como el principal representante navarro del neomedievalismo, paralelamente a su compañero el marqués de Cubas en Madrid. Ejemplos como:
- 1883, San Nicolás, junto a Ángel Goicoechea y Blas Iranzo.[6][7]
- 1886, San Saturnino,
- 1897, San Agustín, donde levanta completamente las fachadas.
- 1897, San Lorenzo.
- 1883 inicia la reforma de San Fermín de Aldapa que completará posteriormente Julián Arteaga.

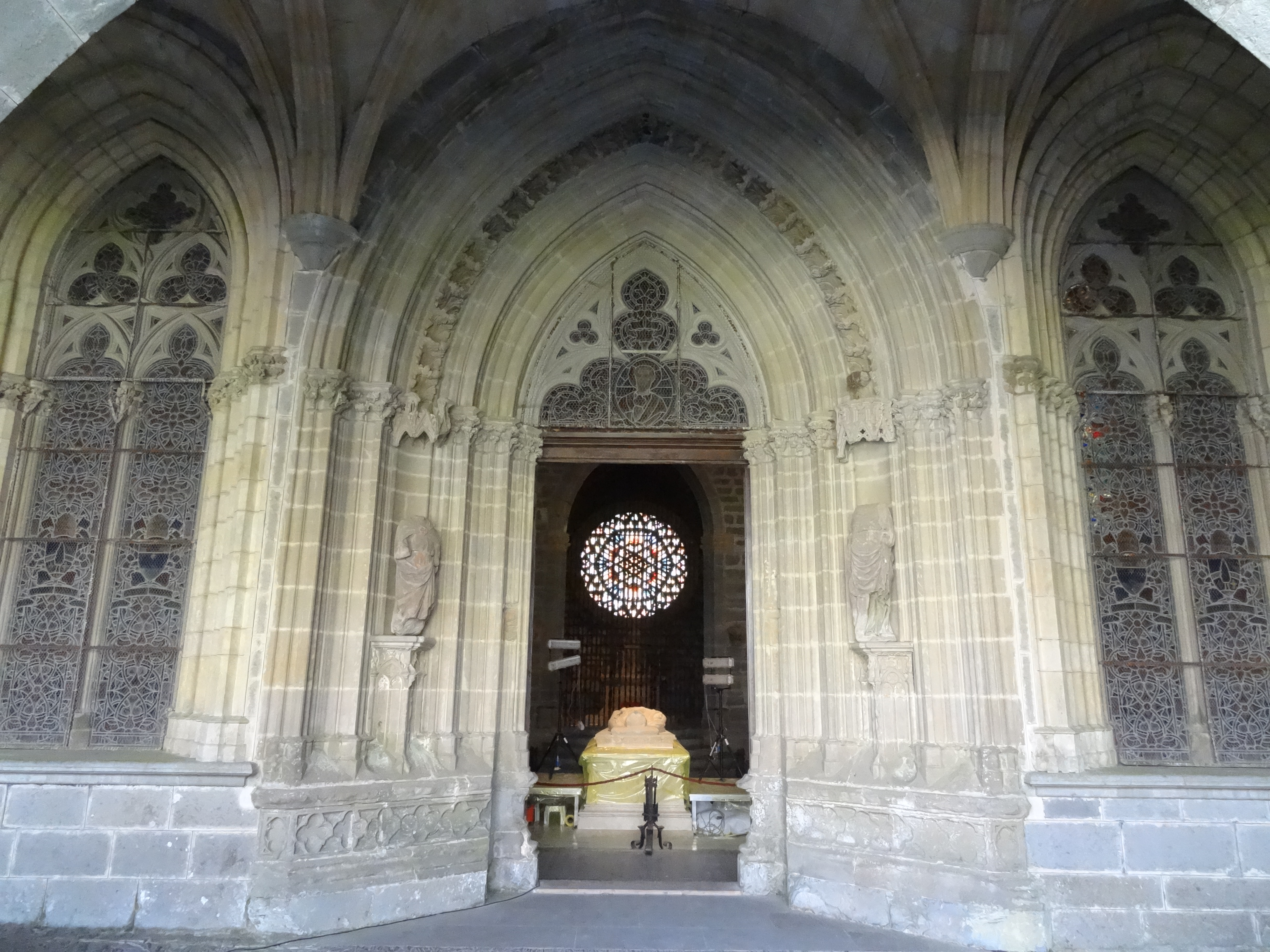
Portico de la Capilla de San Agustín (Roncesvalles, Navarra)

En Roncesvalles, reformó la capilla de San Agustín.
En edificaciones civiles desplegó esta personalidad estilística en edificios civiles del Casco Antiguo de Pamplona como:
- 1892, las casas de la Plaza del Castillo, 40-42.
- idem, casa de la calle Zapatería, 19.
- 1912, casas de la Plaza de San Francisco, 20-22.

Trabajó asimismo en el Primer Ensanche, destacando la construcción de la calle Navas de Tolosa, 7 (1891) y el colegio de Concepcionistas.

## Publicaciones
Entre sus publicaciones destacar:
- “El cruzado y los cruzates en la iglesia de San Saturnino de Pamplona”, en Boletín de la Comisión de Monumentos Históricos y Artísticos de Navarra, 3 (1910), págs. 36-39;
- Polémica Arqueológica a propósito de una granja de Sangüesa, Pamplona, Imprenta, Librería y Encuadernación de Nemesio Aramburu, 1911; con V. Lampérez y Romea.
- “Signos lapidarios”, en Boletín de la Comisión de Monumentos Históricos y Artísticos de Navarra, 9 (1912), págs. 57-60;
- “Claustro de la catedral de Pamplona. Puerta del Refectorio”, en Boletín de la Comisión de Monumentos Históricos y Artísticos de Navarra, 13 (1913), págs. 41-44;
- El cementerio franco de Pamplona (Navarra), Pamplona, Imprenta de J. García, 1914;
- Exploración de cinco dólmenes del Aralar, Pamplona, Imprenta Provincial, 1915; con Telesforo de Aranzadi.
- Exploración de catorce dólmenes del Aralar, Pamplona, M. Falces, 1918; con Telesforo de Aranzadi.

## Premios, nombramientos y reconocimientos
- 1877, académico correspondiente de la Real Academia de Bellas Artes de San Fernando y miembro de la Comisión de Monumentos Históricos y Artísticos de Navarra.
- 1888, miembro honorario de la Sociedad Francesa de Arqueología.
- 1891, socio corresponsal de la Asociación Artístico-Arqueológica Barcelonesa.
- 1896, director Escuela de Artes y Oficios de Pamplona.
- 1909-1916, vicepresidente de la Comisión de Monumentos Históricos y Artísticos de Navarra.